# Napels geel
Napels geel of Napelsgeel is een bleek, maar warm geel schilderspigment. De chemische aanduiding is lood(II)-antimonaat, een oxide van lood en antimoon, Pb(SbO3)2 of Pb(SbO4)2, dat als het mineraal bindheimiet in de bodem voorkomt. Er is echter geen bewijs dat het mineraal ooit als pigment gebruikt is. Sinds de 16e eeuw wordt het pigment in Europa synthetisch gemaakt. De samenstelling hangt af van de productiemethode; zo is de kleur roder naarmate er meer lood wordt gebruikt.

## Eigenschappen
Het pigment heeft een goede dekkingsgraad en is zeer stabiel. Het kan echter nadonkeren door waterstofsulfide. Het is beter in olieverf te gebruiken dan een in water oplosbare verf. In olieverf droogt het bovendien vrij snel. Het pigment is echter bijzonder giftig door zowel de lood- als de antimooncomponent. Er zijn alternatieve pigmenten in de handel met vrijwel dezelfde kleurwaarden, bijvoorbeeld een mengsel van zinkwit met cadmiumsulfide (dit laatste is echter ook een giftige stof).

## Geschiedenis

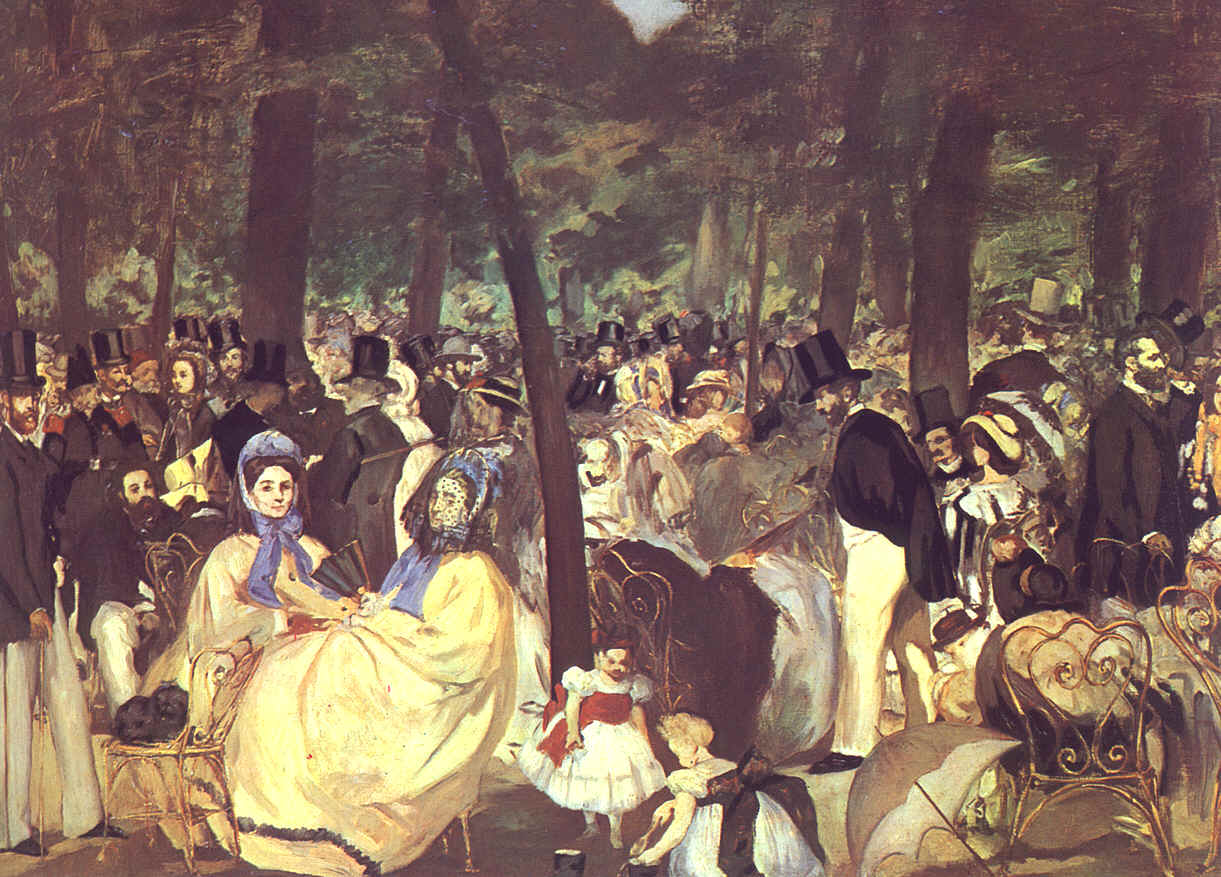
Schilderij van Édouard Manet waarin Napels geel is gebruikt

Napels geel is een van de oudste pigmenten; het oudste bekende gebruik is van rond 1600 voor Christus. De Assyriërs gebruikten het om aardewerk te glazuren; in Mesopotamië en het oude Egypte was het het enige bekende gele pigment. Het werd ook gebruikt in de Keltische culturen. In combinatie met blauw werd er groen glazuur mee gemaakt. Het moet toen al synthetisch gemaakt zijn hoewel er geen bereidingsrecepten bekend zijn. Tijdens de klassieke oudheid nam de productie echter af om rond 400 geheel op te houden. Gedurende de middeleeuwen werd nog wat geel glas geproduceerd door oude Romeinse schreven om te smelten.
Rond 1000 na Christus werd het pigment herontdekt in Azië en opnieuw als glazuur gebruikt. Het is aangetroffen in elfde-eeuws glas uit Novgorod en in een veertiende-eeuwse geëmailleerde fles uit Syrië. Tegen 1500 werd het, via de Venetiaanse en eventueel de Genuese connecties in het oostelijke Middellandse Zeegebied, ook in Italië bekend. Daar werd het pigment voor het eerst in Europa synthetisch bereid. De oudste bekende recepten staan in de Codice Calabranci uit de tweede helft van de vijftiende eeuw. Uit de zestiende eeuw stammen recepten van Cipriano Piccolpasso, die zeven verschillende productiemethoden beschreef in zijn handwerk over pottenbakken. In Italië heette het "pottenbakkersgeel", giallo de vasari. Rond 1600 begon het in de olieverftechniek gebruikt te worden. Vanuit Italië verspreidde het zich naar Noord-Europa, waar het bekend raakte als "Napels geel" vanuit giallo di Napoli. Er bestond toentertijd een wijdverbreide misvatting dat het pigment gewonnen werd uit zwavelafzettingen op de Vesuvius.
In de achttiende eeuw verdrong het loodtingeel bijna volledig, misschien door een overgang via loodantimoontingeel. Het werd toen ook bijzonder populair in aquarel. Tot ongeveer 1900 bleef het een veel gebruikt pigment; daarna werd het door minder giftige alternatieven vervangen. De industriële toepassingen zijn altijd vrij beperkt geweest wegens de geringe verzadiging. Op het eind van de twintigste eeuw hield de productie als tubeverf op bij de grote verffabrikanten hoewel er nog een kleine aanmaak is ten behoeve van restauraties. Kleuren in het assortiment die "napelsgeel" genoemd worden, zijn imitaties. Soms duidt het chroomantimoontitaangeel aan.